# Пьенца
Пье́нца (итал. Pienza) — город в итальянской провинции Сиена с населением 2076 человек.
Покровителем коммуны почитается святой апостол Андрей Первозванный, празднование 30 ноября.
В XV веке на месте города стояла деревня Корсиньяно, уроженцем которой был папа Пий II из сиенского семейства Пикколомини. Он велел флорентийскому архитектору Бернардо Росселлино перестроить деревню в идеальный ренессансный город, что и было осуществлено после 1459 года. Среди наиболее значительных сооружений — собор Санта-Мария-Ассунта (Вознесения Девы Марии) и многочисленные палаццо (Пикколомини, Борджиа, Комунале, Гонзага). В Палаццо Пикколомини Бернардо Росселлино, ученик и последователь Леона Баттисты Альберти, проект которого он использовал, повторил почти без изменений композицию Палаццо Ручеллаи во Флоренции. Принцип ордерной декорации, разработанной Альберти (или Рoсселлино) далее развили Джулиано да Сангалло и Симоне дель Поллайоло (Кронака) в Палаццо Строцци.
Впервые применённая в Пьенце рациональная схема городской планировки была перенята архитекторами многих других городов Европы. В 1995 г. ренессансная Пьенца была объявлена памятником Всемирного наследия.
В этом городе была основана крупная косметическая компания Bottega Verde.

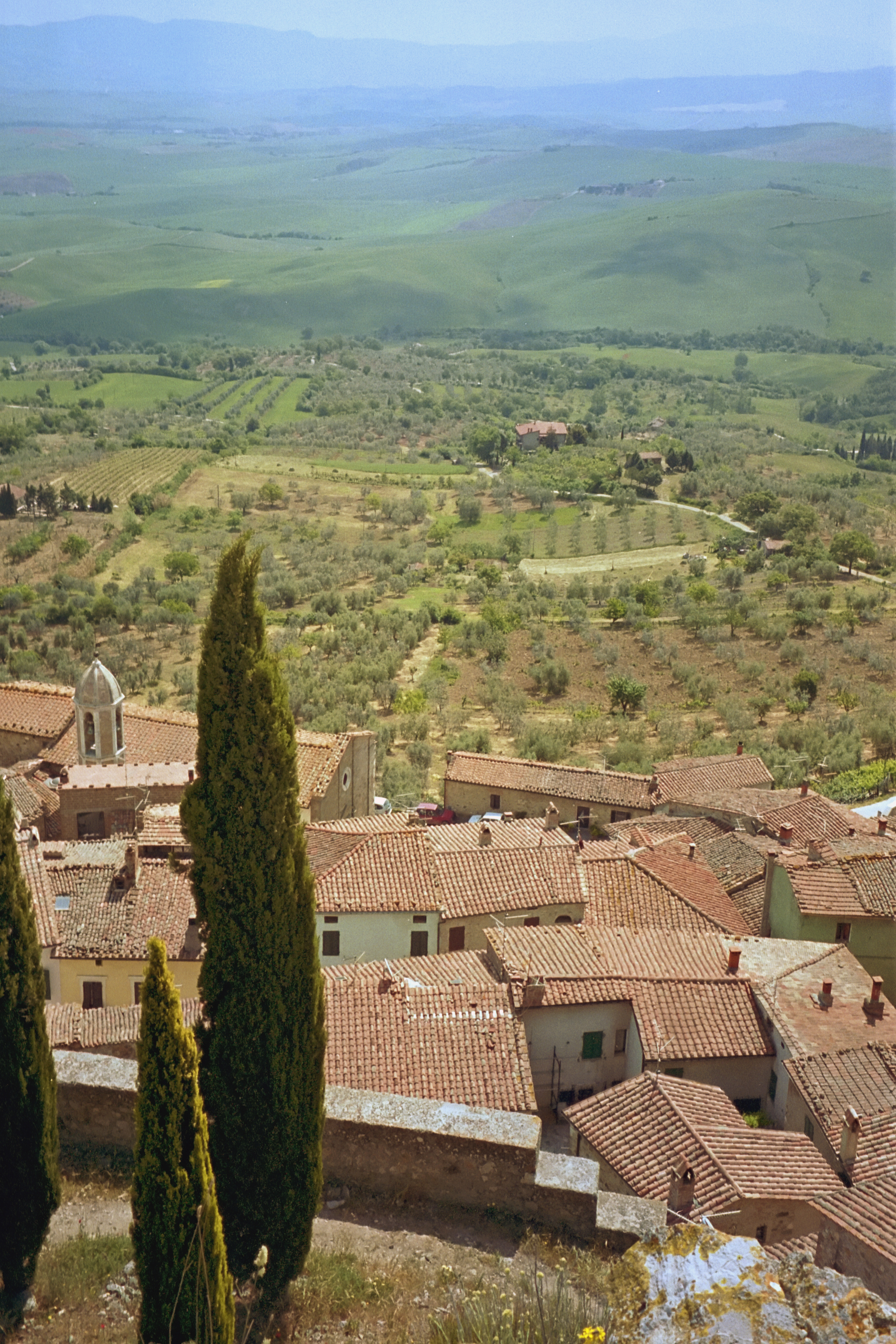
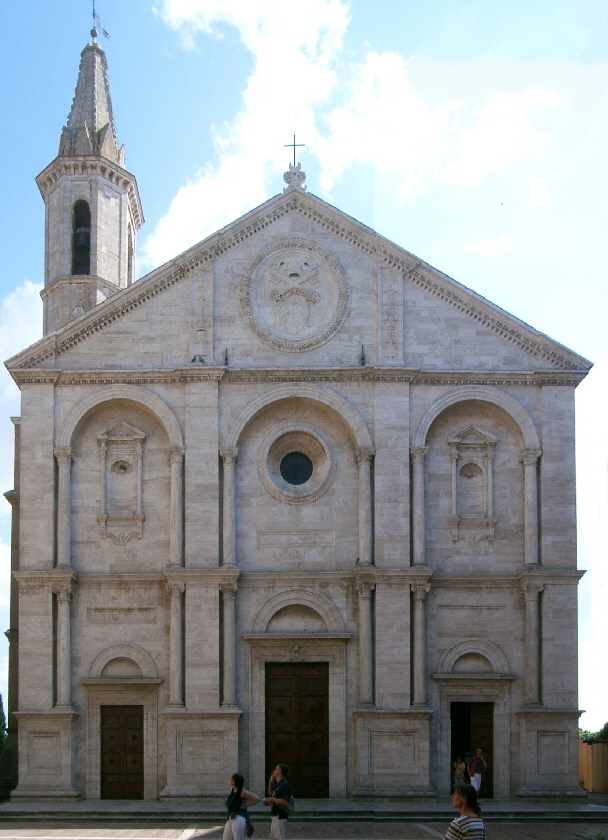
Собор Вознесения Девы Марии (Santa Maria Assunta)
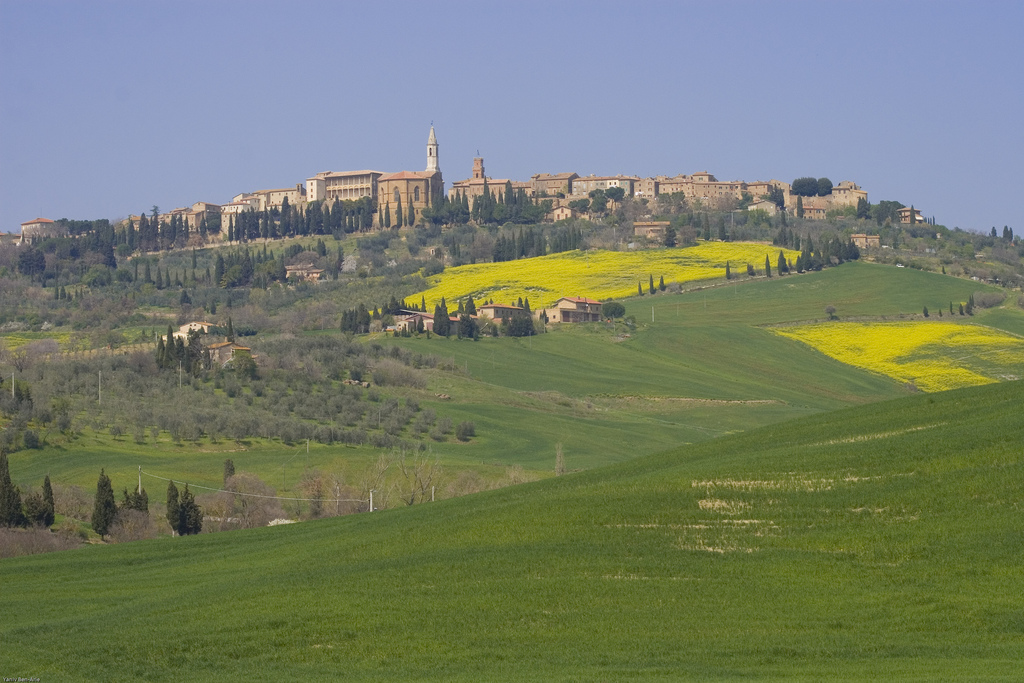
Валь д'Орча
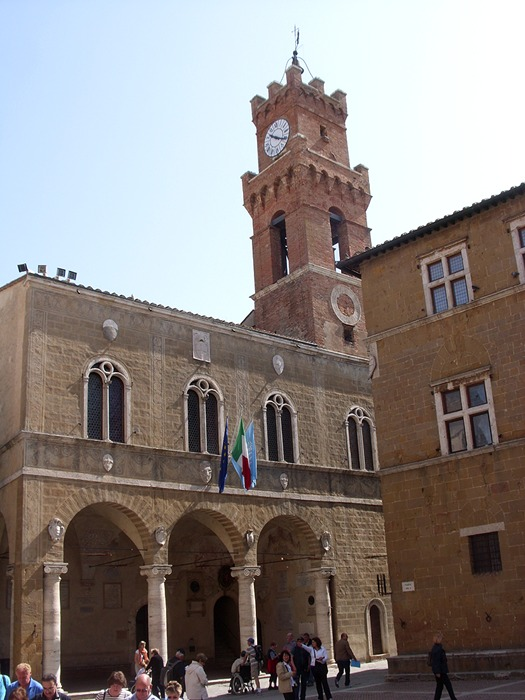
Палаццо Комунале
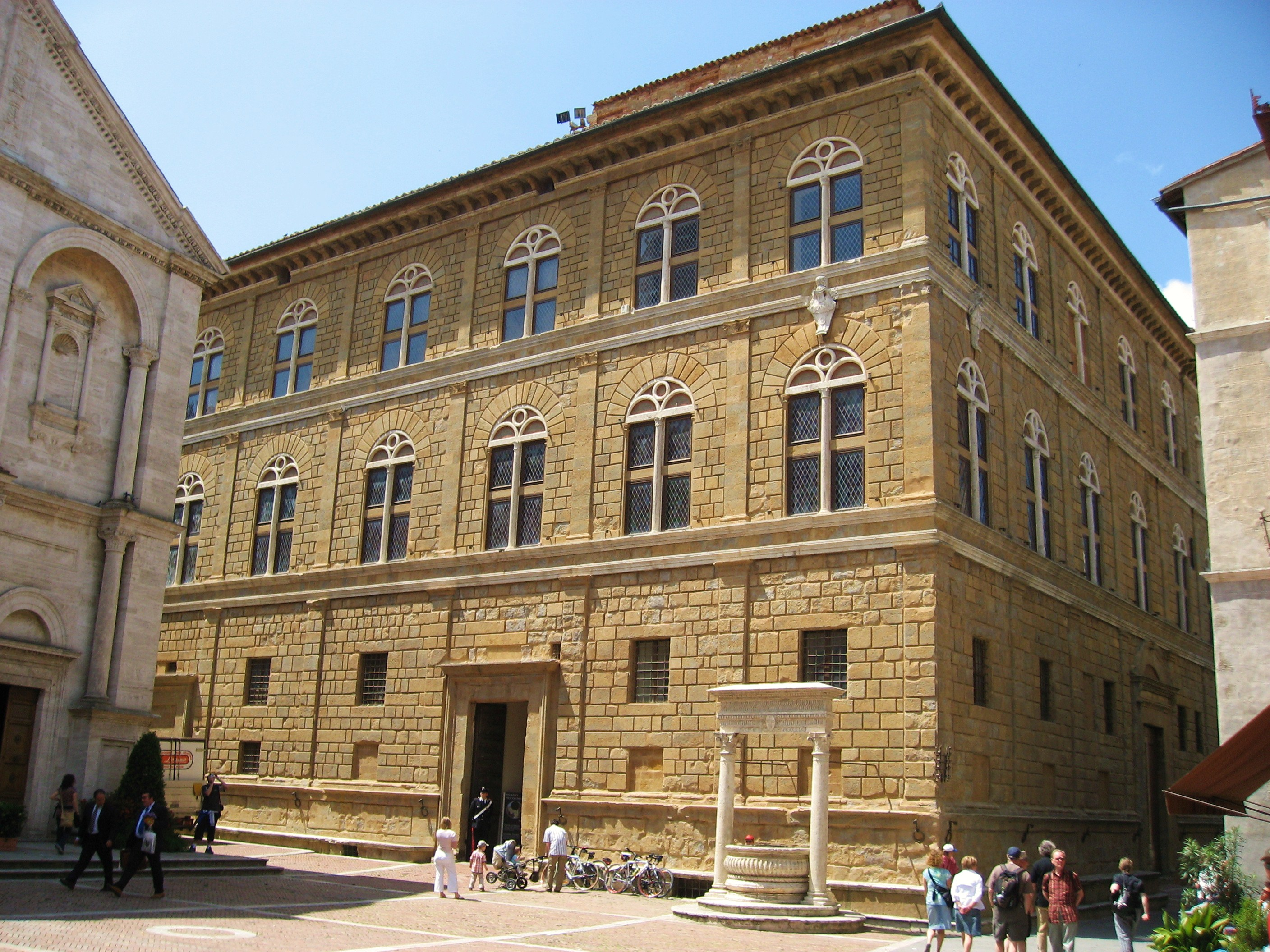
Палаццо Пикколомини
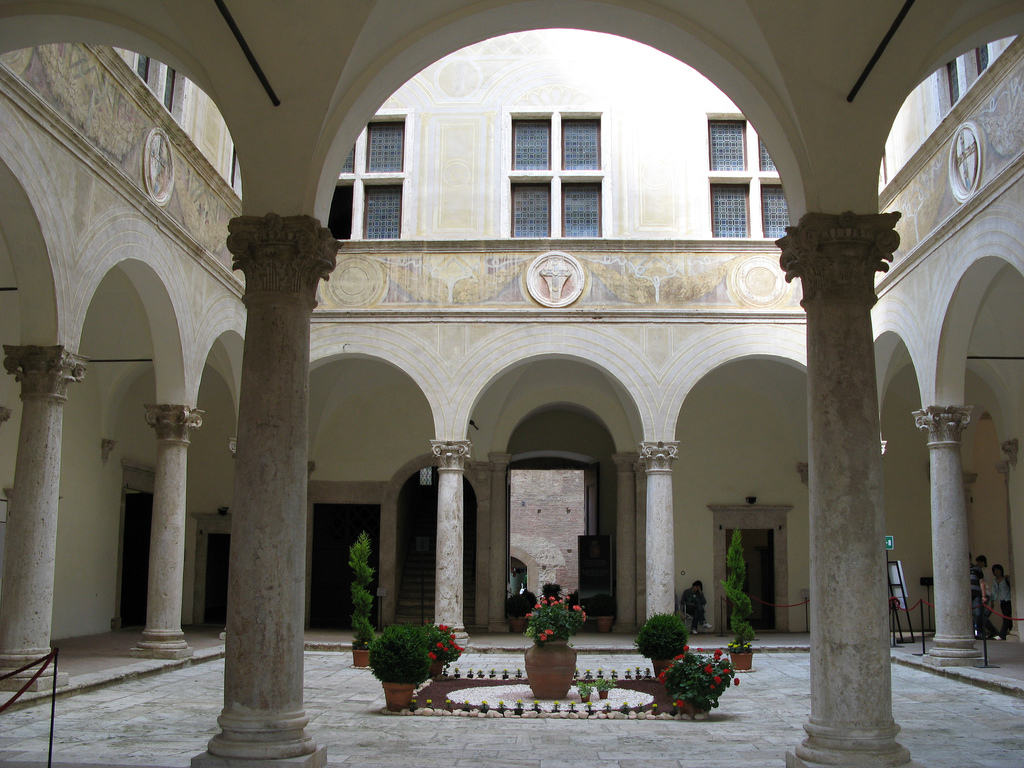
Палаццо Пикколомини. Двор (кортиле)
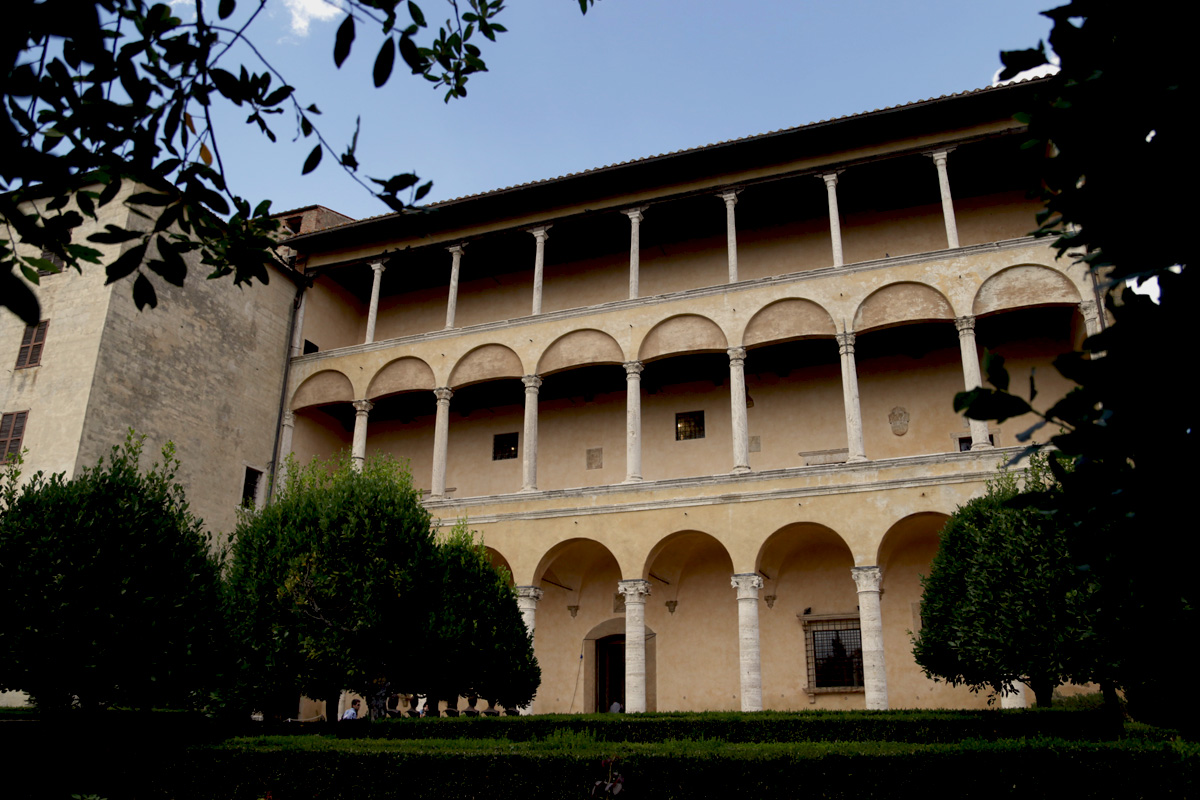
Лоджетта
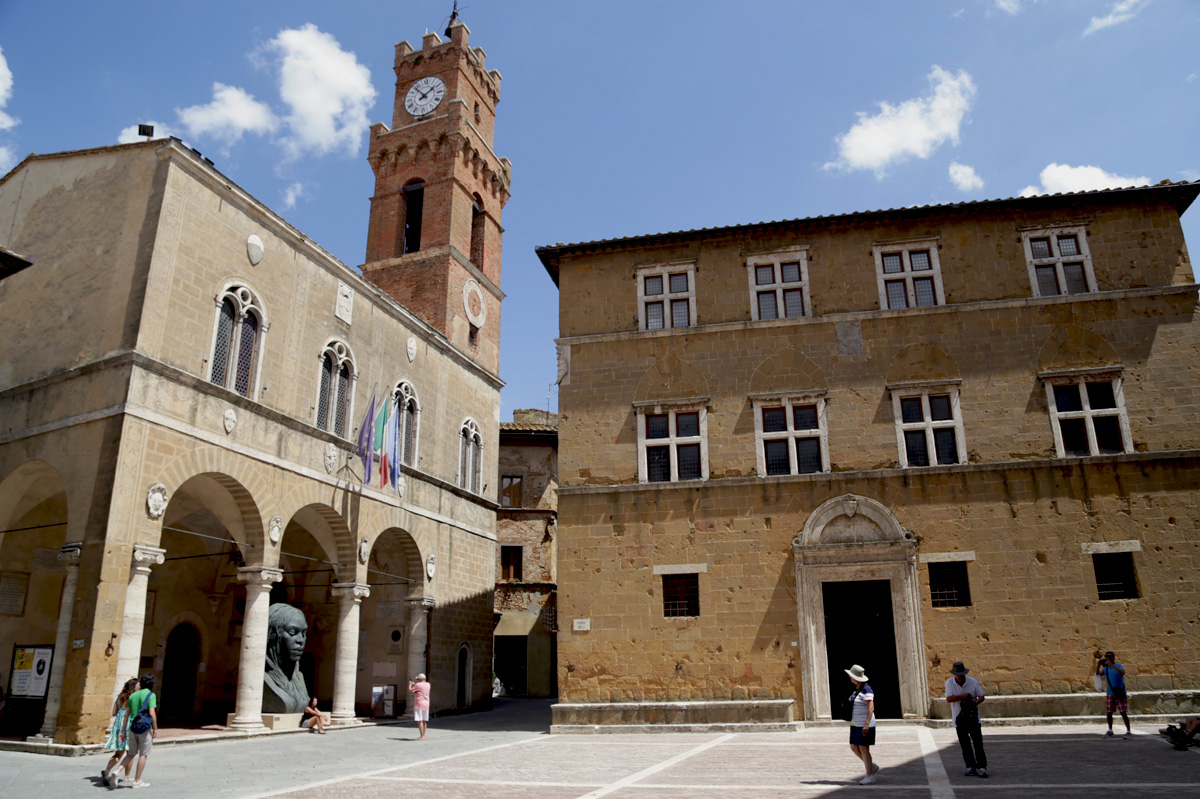
Палаццо Весковиле